# Silves (freguesia)
Silves é uma freguesia portuguesa do município de Silves, com 177,45 km² de área e 10 661 habitantes (censo de 2021). A sua densidade populacional é 60,1 hab./km², o que lhe permite ser classificada como uma Área de Baixa Densidade (portaria 1467-A/2001).
Silves foi uma importante cidade durante o período árabe e é considerada como a antiga capital do Algarve.

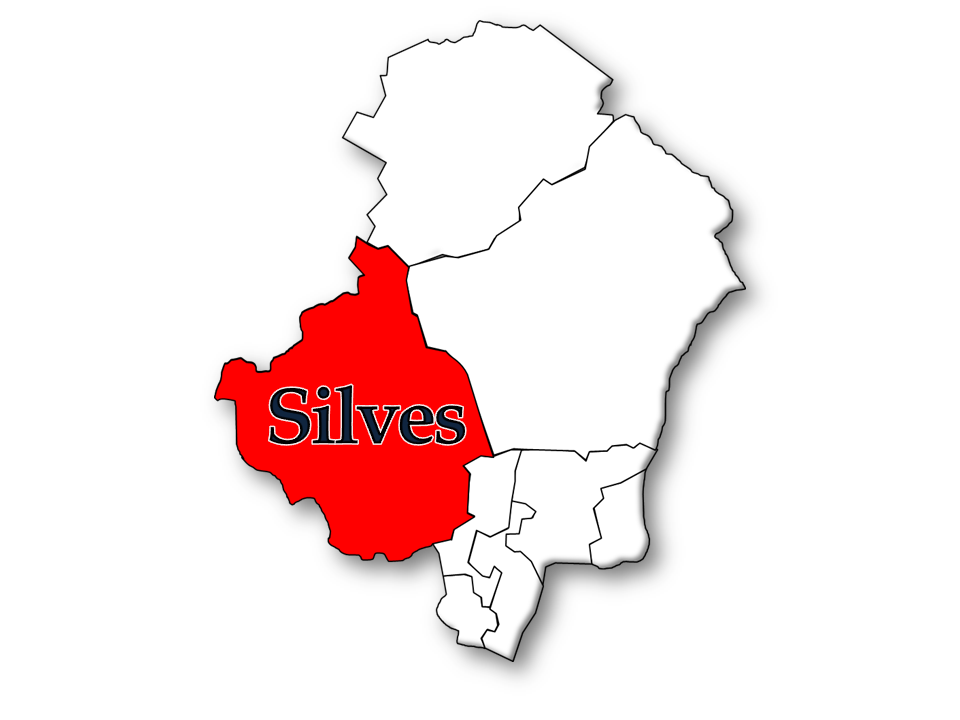
Localização da Freguesia de Silves no Município de Silves

## Demografia
A população registada nos censos foi:
| Ano  | 0-14 Anos | 15-24 Anos | 25-64 Anos | > 65 Anos |
| 2001 | 1422      | 1440       | 5598       | 2308      |
| 2011 | 1439      | 1142       | 6005       | 2428      |
| 2021 | 1464      | 925        | 5445       | 2827      |

## Símbolos heráldicos da freguesia

### Ordenação heráldica do brasão, bandeira e selo
A Junta de Freguesia de Silves, do concelho de Silves, peticionou o parecer desta Comissão de Heráldica sobre os símbolos heráldicos que pretendia assumir.
A proposta apresentada não contém erros heráldicos, pelo que pode ser aprovado sem alterações.
Assim, é esta Comissão do parecer que os símbolos heráldicos da freguesia de Silves devem ser por esta forma constituídos:
Brasão: escudo de ouro, castelo de vermelho lavrado de negro, aberto e iluminado de prata; em chefe, alfange de vermelho e espada de azul, ambos com punhos de negro, passados em aspa; campanha diminuta ondada de três burelas ondadas de azul e prata. Coroa mural de prata com quatro torres aparentes. Listel de prata com a legenda em letras negras maiúsculas: “FREGUESIA DE SILVES”.
Bandeira: esquartelada de branco e vermelho. Cordões e borlas de vermelho e prata. Haste e lança de ouro.
Selo: nos termos do art.º 18.º da Lei 53/91, com a legenda “Freguesia de Silves”.
Parecer n.º 002/2018, emitido pela Comissão de Heráldica da Associação dos Arqueólogos Portugueses a 8 de Março de 2018, nos termos da Lei n.º 53/91 de 7 de Agosto .
Estabelecidos, sob proposta da Junta de Freguesia, em sessão ordinária da Assembleia de Freguesia de 9 de Abril de 2018.
Publicados no Diário da República, 2.ª série, N.º 77, de 19 de Abril de 2018 .
Registados na Direcção-Geral das Autarquias Locais com o n.º 7/2018, de 7 de Maio de 2018 .
Apresentados publicamente no dia 5 de Outubro de 2018   .
Projecto e concepção dos símbolos de A. Sérgio Horta e Eduardo Brito. Desenho dos símbolos de António Sérgio Horta.

### Justificação das cores e símbolos
- Escudo de ouro. Representa a nobreza e a sabedoria do povo de Silves, bem como, a sua riqueza cultural, desde o tempo de domínio árabe até aos nossos dias, e agrícola, com a produção de frutos secos, de vinhos  e de citrinos, da qual se destacam as laranjas, tendo sido criada para a sua promoção a marca “Silves - Capital da Laranja” .
- Coroa mural de prata com quatro torres aparentes. Segundo o entendimento actual da Comissão de Heráldica, para as freguesias com sede em cidade e para as freguesias com sede na mesma localidade que o município (como é o caso de Silves) a coroa mural deverá obedecer às mesmas características que a das freguesias com sede em vila, em virtude de, no que respeita à coroa mural, a Lei n.º 53/91 no n.º 2 do artigo 13.º ser omissa quanto às características que esta deve obedecer.
- Listel de prata com a legenda em letras negras maiúsculas: “FREGUESIA DE SILVES”.
- Bandeira esquartelada de branco e vermelho. A bandeira ostenta esta configuração para se diferenciar da bandeira lisa (vermelha) do município, sendo esquartelada com as cores do brasão do antigo Reino do Algarve, do qual Silves foi a sua capital 1.
- Castelo de vermelho lavrado de negro, aberto e iluminado de prata. Representa o Castelo de Silves, uma das mais notáveis obras de arquitectura militar que os árabes edificaram, sendo o maior castelo do Algarve. Situado no ponto mais elevado da colina em que a cidade assenta, o Castelo apresenta uma planta poligonal irregular, rodeado por uma forte muralha em taipa, revestida a arenito vermelho, o chamado grés de Silves.
- Alfange de vermelho e espada de azul, ambos com punhos de negro, passados em aspa. Como símbolo das várias lutas que aqui se travaram, da presença árabe em Silves, representada pelo alfange, e posteriormente pela sua conquista por D. Sancho I e reconquista por D. Paio Peres Correia, representada pela espada.
- Campanha diminuta ondada de três burelas ondadas de azul e prata. Representa o rio Arade, que graças à sua navegabilidade contribuiu para que vários povos se fixassem em Silves, tendo a sua proximidade ao mesmo sido também um dos factores que teve forte impacto no desenvolvimento da cidade no período de domínio árabe. O rio, que motivou o desenvolvimento da cidade, veio dar um contributo importante para o seu declínio, agravado pelo assoreamento do mesmo.

1 A respeito do brasão do antigo Reino do Algarve, no Parecer referente aos símbolos heráldicos do município de Silves, Affonso de Dornellas diz: O Algarve como qualquer outro Reino, teve as suas armas, que de há muito andam esquecidas e que o acaso me fez conhecer pelo Atlas de Matthoe i Sentteri, impresso no terceiro quartel do século XVIII, aonde na carta de Portugal e dos Algarves, veem as respetivas armas coroadas. Neste Atlas há um mapa de Portugal e Algarve que tem as armas destes dois Países, (…) as do Algarve esquarteladas de ouro com uma cabeça de carnação negra de turbante, de perfil e de vermelho com uma cabeça de frente de carnação branca coroada. O mapa a seguir é de Espanha e de Portugal, tendo (…) em separado as armas de Portugal com oito castelos e as do Algarve com as mesmas cabeças do antecedente sendo a de carnação negra em campo de prata e a de carnação branca em campo vermelho. Temos portanto duas formas (…) para as armas do Algarve (…) com a cabeça negra em campo de ouro e depois em campo de prata.

Mais recentemente a Junta Regional do Algarve do CNE (Corpo Nacional de Escutas) solicitou à Comissão de Heráldica o seu Parecer relativamente aos símbolos que deveria usar para representar esta região. Num artigo, de Miguel Ângelo Boto, publicado no livro Pistas ao Sul: História do Corpo Nacional de Escutas no Algarve, editado em 2001 pelo Corpo Nacional de Escutas: Região do Algarve, este escreve: Assim, após os devidos alvitres a Comissão de Heráldica descreve o Brasão de Armas do Algarve que surge por vezes em antigos mapas para indicação da região que coincide com o “Reyno do Algarve” e as descreve: esquartelado: Iº e IVº quartéis com campo de prata carregado com cabeça de mouro fotada também de prata voltada para a dextra, IIº e IIIº de campo vermelho com cabeça de Rei Cristão, de frente, coroado de ouro. Refere-se que por vezes os Iº e IVº quartéis aparecem em ouro sendo o mais correcto em prata e que os Reis Cristãos deverão ter figura alourada e de olhos azuis, aludindo à sua origem europeia como sucessores de Dom Henrique, pai de Dom Afonso Henriques, que como todos sabem é de origem francesa. Em heráldica os mouros deverão aparecer de tez negra.

## Património
- Castelo de Silves
- Muralhas e porta da Almedina de Silves
- Sé Catedral de Silves
- Cruz de Portugal
- Poço-cisterna árabe de Silves (Museu Municipal de Arqueologia de Silves)
- Igreja da Misericórdia de Silves
- Ermida de Nossa Senhora dos Mártires
- Pelourinho de Silves
- Ponte velha de Silves
- Teatro Mascarenhas Gregório
- Mercado Municipal de Silves
- Ermida de São Pedro
- Palacete do Visconde da Lagoa ou Palacete D. Aurora Grade
- Menir dos Gregórios ou Pedra dos Cucos
- Estação arqueológica de Vila Fria

## Resultados eleitorais

### Eleições autárquicas (Junta de Freguesia)
| Partido      | %    | M    | %    | M    | %    | M    | %    | M    | %    | M    | %    | M    | %    | M    | %    | M    | %    | M    | %    | M    | %    | M    |
| Partido      | 1976 | 1976 | 1979 | 1979 | 1982 | 1982 | 1985 | 1985 | 1989 | 1989 | 1993 | 1993 | 1997 | 1997 | 2001 | 2001 | 2005 | 2005 | 2009 | 2009 | 2013 | 2013 |
| ------------ | ---- | ---- | ---- | ---- | ---- | ---- | ---- | ---- | ---- | ---- | ---- | ---- | ---- | ---- | ---- | ---- | ---- | ---- | ---- | ---- | ---- | ---- |
| PS           | 38,4 | 5    | 38,0 | 8    | 30,3 | 6    | 21,2 | 3    | 27,1 | 4    | 19,8 | 2    | 16,4 | 2    | 17,1 | 2    | 18,7 | 2    | 19,8 | 3    | 24,8 | 4    |
| FEPU/APU/CDU | 37,9 | 4    | 40,9 | 8    | 42,2 | 9    | 49,0 | 7    | 44,9 | 6    | 55,2 | 8    | 51,9 | 8    | 52,9 | 8    | 49,2 | 7    | 43,5 | 6    | 39,9 | 6    |
| PPD/PSD      | 15,6 | 2    | 16,6 | 3    | 22,7 | 4    | 25,5 | 3    | 22,4 | 3    | 20,8 | 3    | 24,6 | 3    | 24,1 | 3    | 26,6 | 4    | 24,4 | 3    | 18,3 | 3    |
| B.E.         |      |      |      |      |      |      |      |      |      |      |      |      |      |      | 1,3  | -    |      |      | 8,5  | 1    | 5,6  | -    |